# Джулфалакян, Левон Арсенович
Лево́н Арсе́нович Джулфалакя́н (арм. Լևոն Ջուլֆալակյան; род. 5 апреля 1964, Ленинакан) — советский и армянский борец греко-римского стиля, чемпион Европы (1986), мира (1986) и Олимпийских игр (1988), Заслуженный мастер спорта СССР (1986). Второй (после Сурена Налбандяна) этнический армянин — чемпион Олимпийских игр по греко-римской борьбе. Заслуженный деятель физической культуры и спорта Республики Армения (2008).

## Биография
Родился 5 апреля 1964 года в Ленинакане. Поскольку оба родителя у него были гимнастами, с раннего возраста посещал секцию спортивной гимнастики, затем начал заниматься греко-римской борьбой в Гюмрийской ДЮСШ. На протяжении всей своей спортивной карьеры тренировался под руководством Арама Саркисяна.
В 1983 году победил на юношеском первенстве СССР, в 1984 и 1985 годах становился призёром чемпионата СССР среди взрослых. В 1985 году был включён в состав сборной СССР и стал обладателем Кубка мира, в 1986 году завоевал звания чемпиона Европы и чемпиона мира.
На Летних Олимпийских играх 1988 года в Сеуле боролся в весовой категории до 68 килограммов.
В схватках:
- в первом круге на 3-й минуте за явным преимуществом со счётом 15-0 выиграл у Дуга Йетса (Канада);
- во втором круге на 1-й минуте за явным преимуществом со счётом 16-0 выиграл у Кипту Салбея (Кения);
- в третьем круге по баллам со счётом 9-2 выиграл у Энди Сераса (США);
- в четвёртом круге по баллам со счётом 8-4 выиграл у Петрича Караре (Румыния);
- в пятом круге на 1-й минуте тушировал Ежи Копаньски (Польша) и вышел в финал;

В финале боролся с Ким Сонг Мунгом (Южная Корея), выиграл у него по баллам со счётом 9-3 и стал олимпийским чемпионом.
21 октября 2024 года получил российское гражданство

## Основные соревнования и места
| Год  | Турнир                          | Занятое место |
| ---- | ------------------------------- | ------------- |
| 1983 | Чемпионат СССР среди юношей     | 1             |
| 1984 | Чемпионат СССР среди молодёжи   | 1             |
| 1984 | Чемпионат Европы среди молодёжи | 1             |
| 1985 | Кубок мира                      | 1             |
| 1986 | Чемпионат Европы                | 1             |
| 1986 | Чемпионат мира                  | 1             |
| 1987 | Гран-при                        | 2             |
| 1987 | Гран-при ФИЛА                   | 5             |
| 1988 | Олимпийские игры                | 1             |
| 1989 | Чемпионат мира                  | 3             |

Окончил Ленинаканский государственный педагогический институт им. М. Налбандяна (1985).
Кавалер ордена Дружбы народов, ордена «Знак Почёта», награждён медалями «За заслуги перед Отечеством» 1-й (24.12.2012) и 2-й степеней (7.09.2016). Почётный гражданин Гюмри (2014).
В 1999—2019 годах главный тренер сборной Армении по греко-римской борьбе.
Президент Союза армянских олимпийцев. С 2002 года первый вице-президент Федерации борьбы Армении. Член исполнительного комитета Национального олимпийского комитета Армении.
Живёт в Ереване. Сыновья Левона Джулфалакяна также серьёзно занимаются греко-римской борьбой. Старший сын Арсен Джулфалакян (р. 1987) является чемпионом Европы (2009) и мира (2014), серебряным призёром Олимпийских игр (2012).
В Армении проводится традиционный турнир на призы Левона Джулфалакяна.